# コラン・ド・プランシー

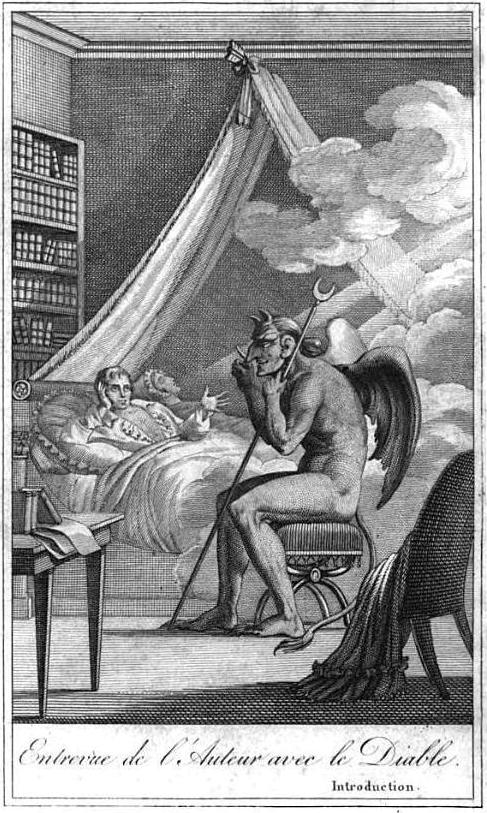
悪魔とコラン・ド・プランシー

コラン・ド・プランシー（J. Collin de Plancy, 1794年〔一説には1793年〕 - 1881年〔没年は1887年とも〕）は、19世紀に活躍したフランスの文筆家。
1794年、フランス東北部シャンパーニュ地方に生誕。本名はジャック=アルバン=シモン・コラン（Jacques-Albin-Simon Collin）。母方のおじはジョルジュ・ダントンである。
成人しパリで教職などに就いていたが、文筆家を志し、1818年、彼自身の最大の代表作となる『地獄の辞典』初版を刊行、多数の筆名を使い積極的に著述に勤しむ。
『地獄の辞典』はその後もライフワーク的に改定が行われ、最終的にはオカルト関連の項目が3,799に及ぶ大著となった。
プランシーはエピソードを集大成して本にまとめる手法を得意とし、他にも『封建制辞典』、『聖遺物辞典』などの著書がある。
おじダントンと同様に自由、平等、友愛を信奉する合理主義者・懐疑論者で、文学的には初期は反権力、反権威色が強い文書を書いていたが、後にカトリックに改宗した。
このため、『地獄の辞典』初版、第2版でカトリックを攻撃していたにもかかわらず、第3版以降は一転、カトリック擁護の立場で改定を行ったため、第3版以降は宗教裁判批判を「宗教裁判が残酷であったことはでっち上げ」と称するなど、内容に一貫性を欠く。各項目も大衆の興味を引くものではあったが、大衆に迎合した粗雑な部分や、無知から来る誤解、誤認も多く、学術的資料としては役に立たないばかりか、後世の悪魔学研究に混乱をきたさせるような部分も多い。しかし、膨大な記述と広範な知識は当時の風俗、流行を知る上で参考になる部分も多い。また第6版（1863年版）の挿絵でルイ・ル・ブルトンが描いた悪魔に関する視覚的な表現は後世に影響を与えている部分も多く、「羽根に髑髏が描かれた巨大なハエとして描かれたベルゼブブ」は『地獄の辞典』の影響力の大きさを示す好例として引き合いに出される。

## 時代背景
プランシーが活躍した19世紀初期のフランスは、ロマン主義文学の黎明期であり、文学的に優れた作品は乏しかった。
大衆は通俗小説、中でも怪奇趣味に熱中し、吸血鬼などを主題にした小説も数多く出版された。

## 註
1. 1 2 3  エド・サイモン 著、加藤輝美、野村真依子 訳『アートからたどる 悪魔学歴史大全』原書房、2022年4月28日、251頁。ISBN 978-4-562-07152-4。
2. ↑  ジョルダーノ・ベルティ 『ヴィジュアル版　天国と地獄の百科』 竹山博英・桂本元彦 訳、原書房、2001年
3. 1 2 3  フレッド・ゲティングズ 著、大瀧啓裕 訳『悪魔の辞典』青土社、1992年6月30日、342-343頁。ISBN 4-7917-5185-X。